# 太平山リゾート公園
太平山リゾート公園（たいへいざんりぞーとこうえん、英称:Taiheizan Resort Park）は、秋田県秋田市仁別にある都市公園（総合公園）である。指定管理者制度に基づき、太平山観光開発株式会社が、管理・運営している。
1989年（平成元年）に策定された「秋田市太平山リゾートパーク総合整備計画調査報告書」に基づき、市民開放型の「シビックリゾート」としての整備が進められていった。

## 概要
旭川の上流域にある秋田市の仁別地区に整備された公園であり、リゾート施設の指定管理者は太平山観光開発（株）である。仁別地区は太平山の山麓にあたり、登山口がある仁別国民の森と秋田市街の中間に位置する。

## 歴史
※「仁別家族旅行村」として、1981年の「ピクニックの森」の供用開始を皮切りに施設群がオープンしていった太平山リゾート公園であるが、それよりやや遅れて1982年から1989年までの短期間、道路を挟んで現在の太平山スキー場「オーパス」の北側に仁別レジャーランドがあった。跡地は現在花公園エントランス広場となっている。
- 1981年（昭和56年） - 「ピクニックの森」供用開始。
- 1988年（昭和63年）4月22日 - 森林学習館「木こりの宿」供用開始。
- 1989年（平成元年）6月 - 秋田市植物園供用開始。
- 1991年（平成3年）8月29日 - クアドーム「ザ・ブーン」供用開始。
- 1992年（平成4年）12月20日 - 太平山スキー場オーパス供用開始。
- 1994年（平成6年）8月1日 - 「テニスの森」テニスコート供用開始。
- 1997年（平成9年）4月25日 - クアドーム「展望風呂」供用開始。
- 1999年（平成11年）4月27日 - 新オートキャンプ場供用開始。
- 2000年（平成12年）4月 - 花公園「エントランス広場」供用開始。
- 2003年（平成15年）8月23日 - 太平山自然学習センター「まんたらめ」供用開始。
- 2003年（平成15年）11月1日 - グラウンド・ゴルフ場供用開始。
- 2007年（平成19年）8月1日 - 新トレーラーハウス供用開始。
- 2008年（平成20年）7月24日 - 花公園「センターガーデン」供用開始。
- 2009年（平成21年）4月 - 「多目的広場」供用開始。

## 園内のおもな施設
- クアドーム「ザ・ブーン」（温水プール・日帰り温泉入浴施設）
- 太平山スキー場オーパス（6コース・リフト3基・ナイター設備）
  - ※ゲレンデ部分の118haは太平山リゾート公園の範囲外
- 太平山自然学習センター「まんたらめ」
  - 大森山公園内にあった大森山少年の家の老朽化に伴いこちらに新設移転した。
- 森林学習館「木こりの宿」（仁別温泉を導水した宿泊研修施設である）
- 秋田市植物園
- グラウンド・ゴルフ場 （日本グラウンドゴルフ協会認定・常設4コース32ホール）
- 花公園エントランス広場・センターガーデン
- テニスコート （7面・ナイター設備）
- オートキャンプ場 （33区画・炊事棟・管理棟・シャワー室）
- トレーラーハウス （5台・宿泊定員6名）
- バンガロー （4棟）
- ピクニックの森 （休憩棟・運動広場・郷土料理広場・子どもの広場・キャンプ場・炊事棟）

など

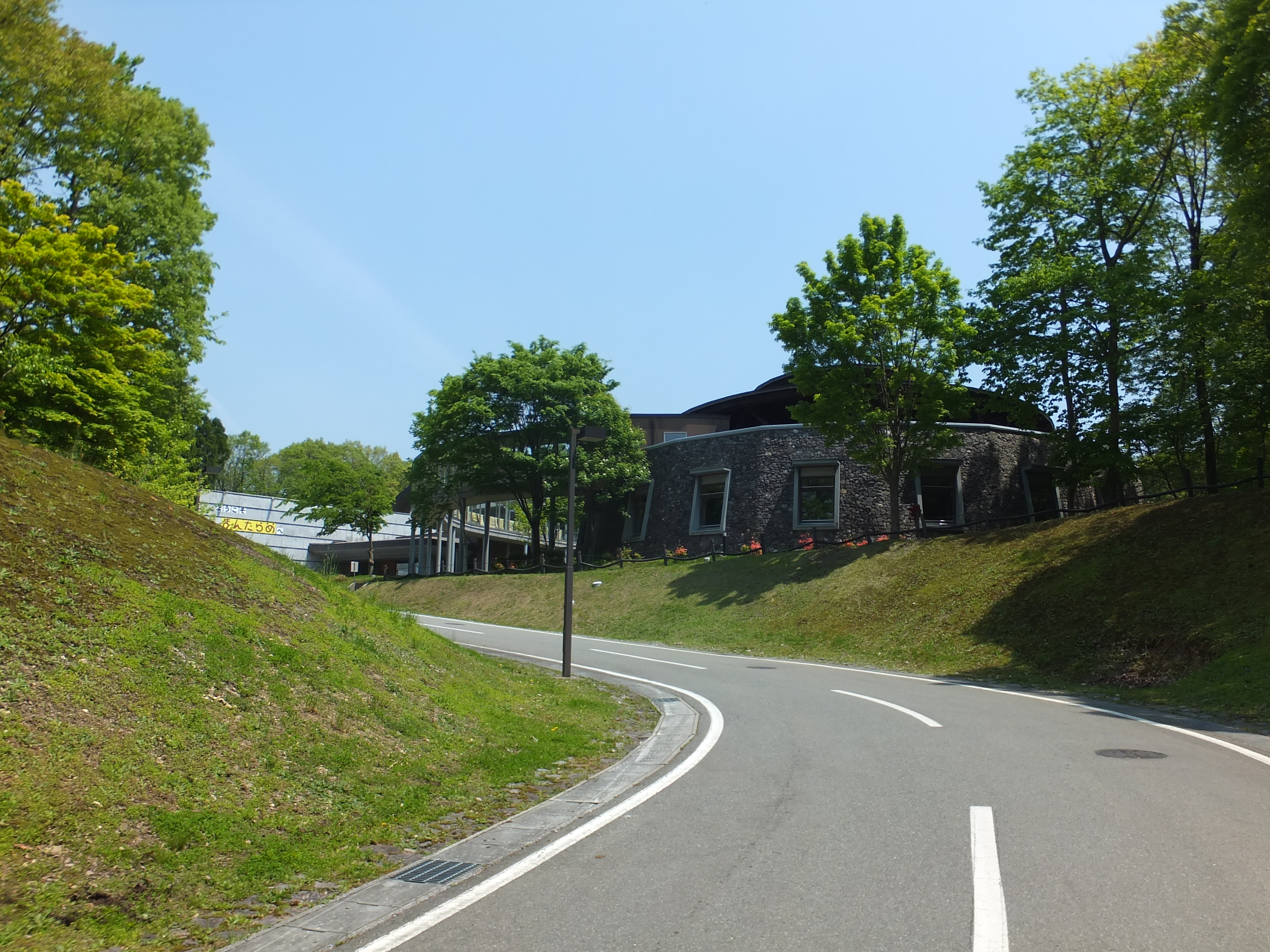
秋田市太平山自然学習センター まんたらめ
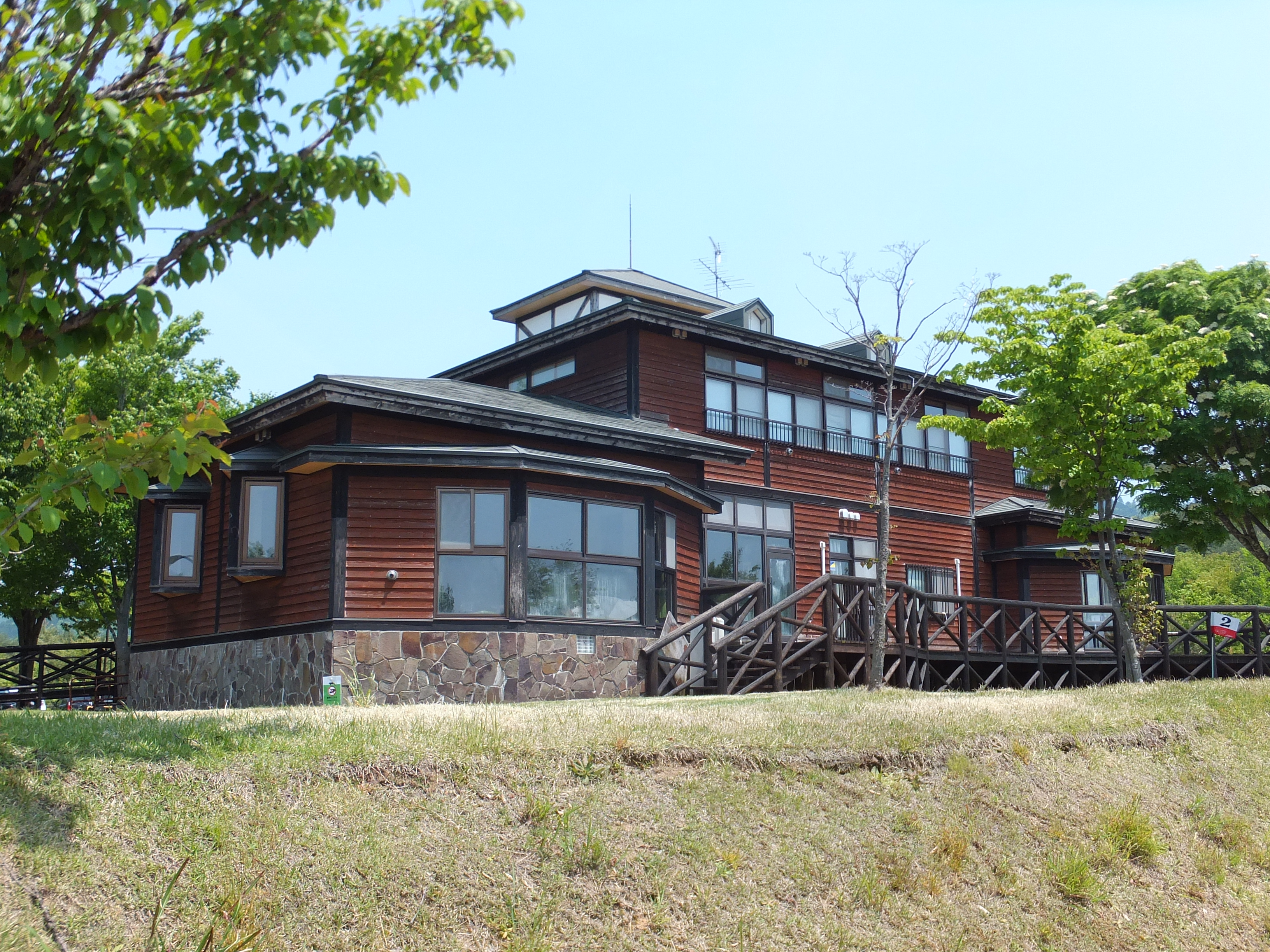
森林学習館「木こりの宿」
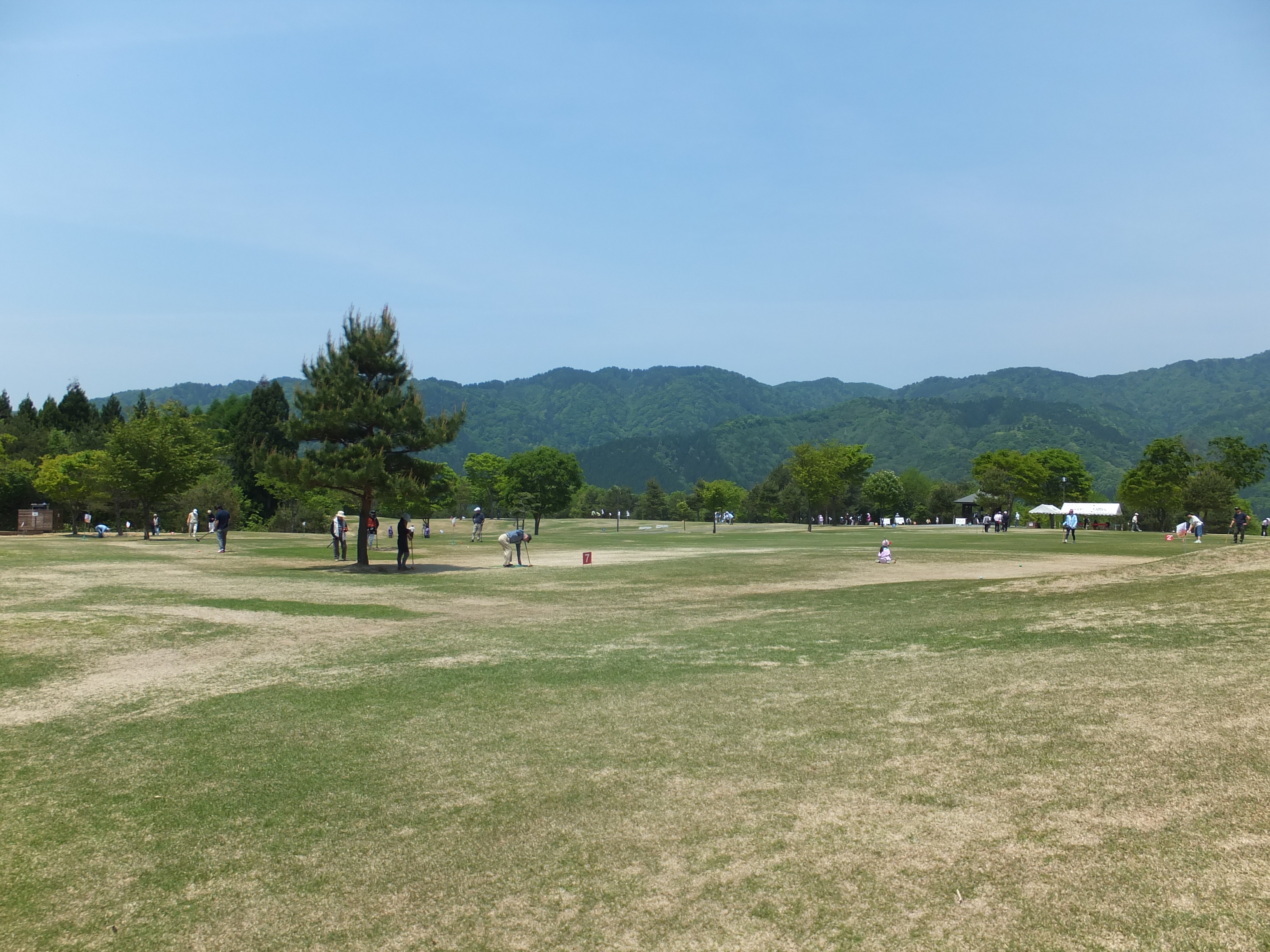
グラウンド・ゴルフ場
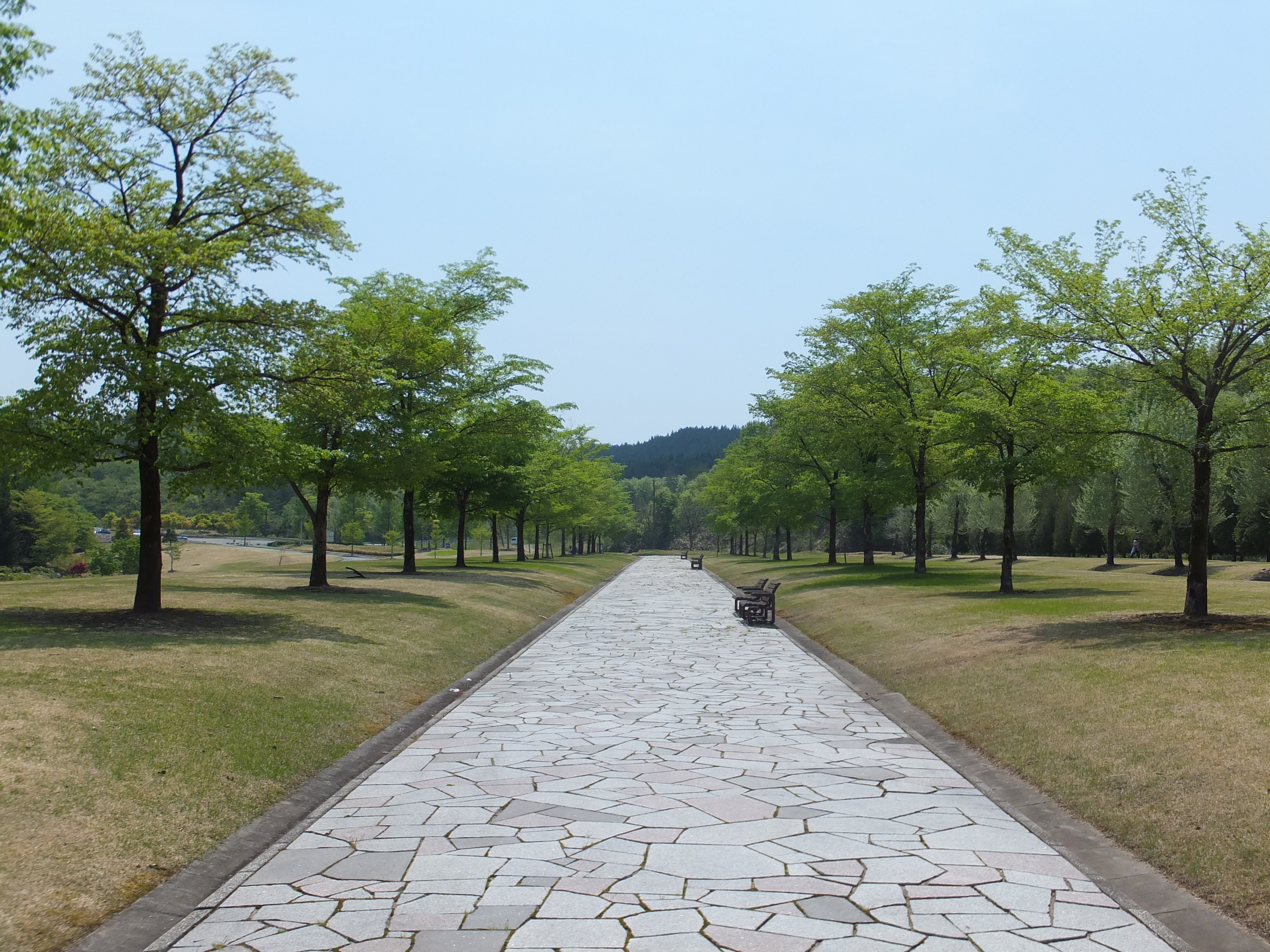
花公園エントランス広場
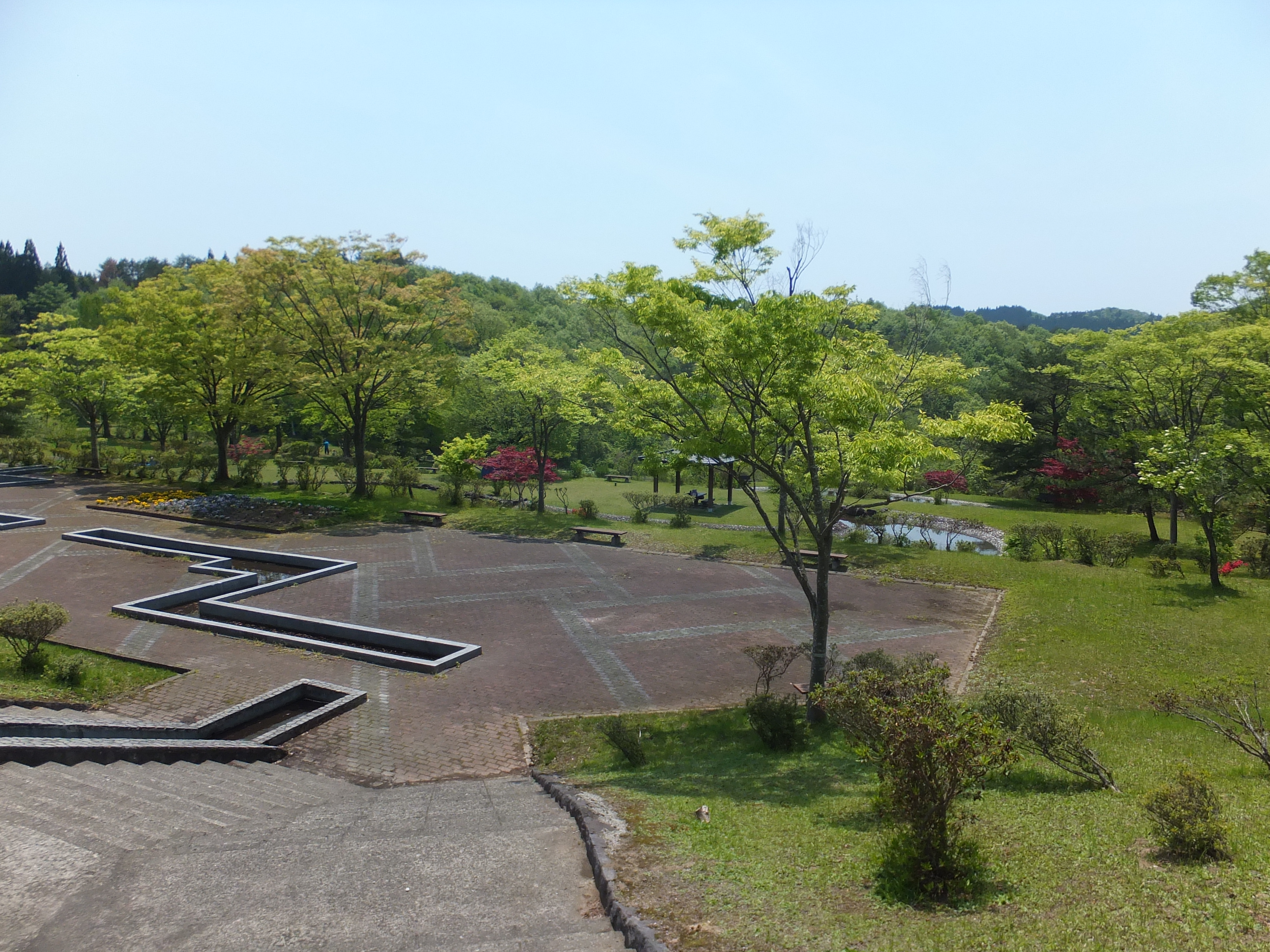
水の広場・子供の広場
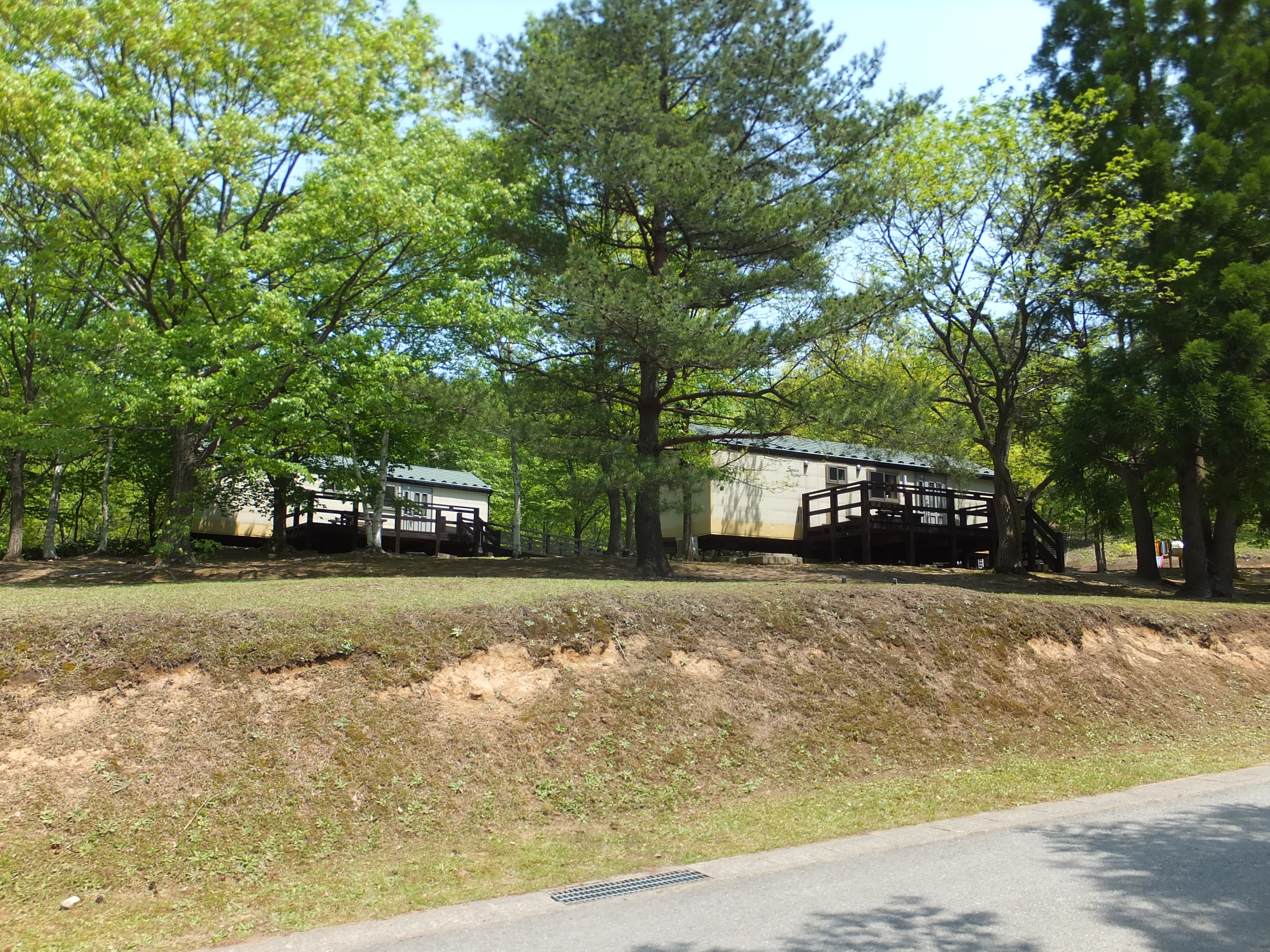
トレーラーハウス

## クアドーム　ザ・ブーン

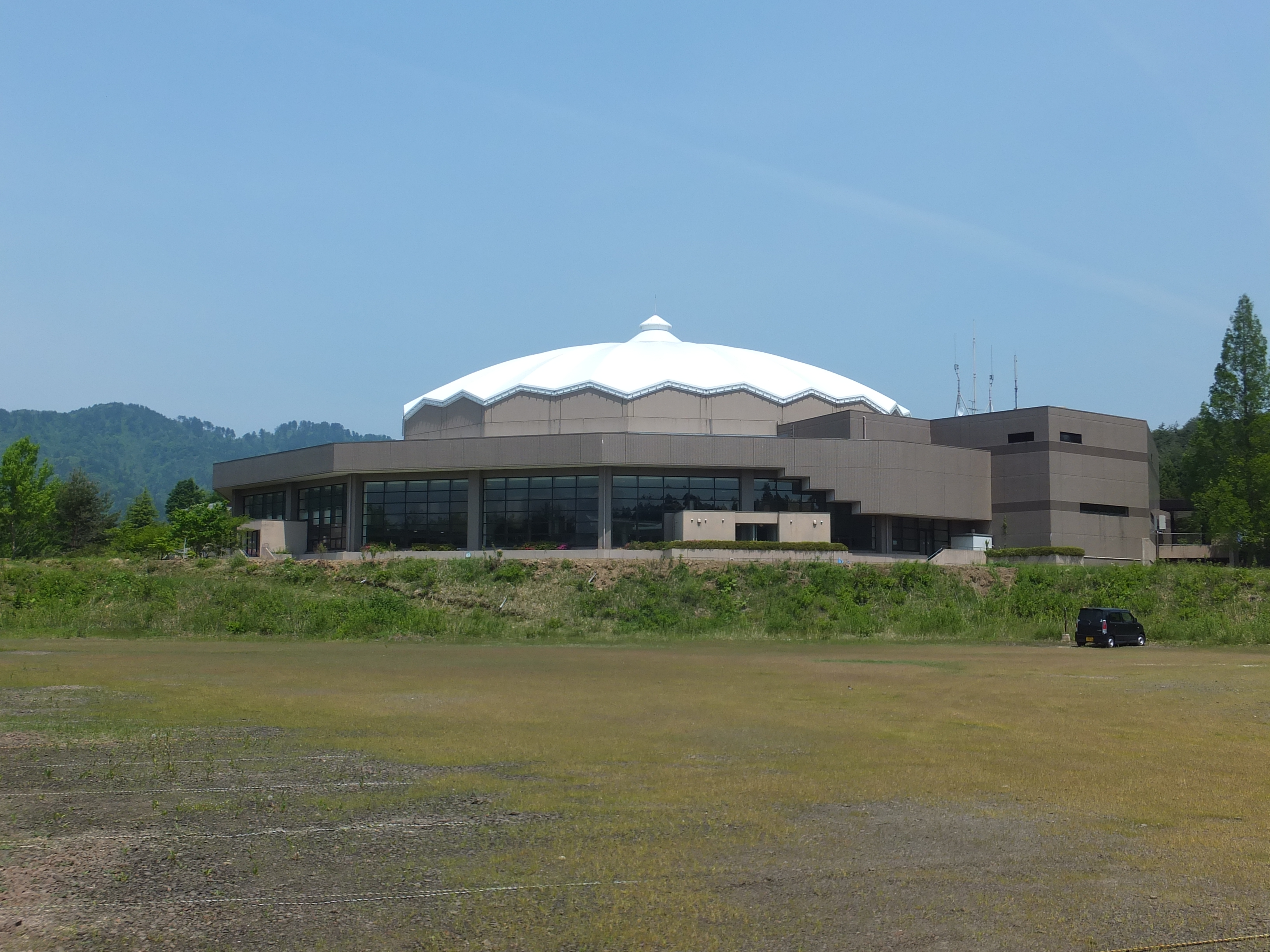
クアドーム　ザ・ブーン

太平山リゾート公園のメイン施設として1991年にオープンした全天候型の温水プール・日帰り温泉施設である。プール室内には、1周80mの流れるプールや全長77mのウォータースライダー、センタープール等。また、入浴施設は仁別温泉の温泉を引いており、展望風呂などがある。

### 施設概要
- 営業時間
  - 10:00～20:00
- 入館料
  - 大人 510円、中高生 410円、3歳 - 小学生以下 300円、3歳未満無料　※平成26年4月1日現在（太平山スキー場オーパス1回券以外のリフト券購入で割引が受けられる）
- 管理運営 太平山観光開発（株）
- 構造形式 RC造、膜屋根造
- 建築面積 7,288.47 m2
- 延床面積 11,582.47 m2
- 最大高さ 24 m
- 階数 地上2階地下1階建て
- 供用開始 1991年（平成3年）8月29日（1997年（平成9年）4月展望風呂増築）
- 所在地 =  秋田県秋田市仁別字マンタラメ213

## アクセス
- 車
  - 秋田自動車道秋田中央ICから県道・岩見船岡線（28号）および県道・太平山八田線（232号）経由で約30分
  - 秋田自動車道秋田北ICから県道・秋田昭和線（41号）および県道・秋田八郎潟線（15号）経由で約30分
  - JR秋田駅から車で約30分
- バス
  - JR秋田駅西口（12番のりば）から秋田中央交通路線バス「仁別リゾート公園」行き約35分